# Bellac
Bellac (okcitánsky Belac) je město ve Francii v departementu Haute-Vienne v regionu Nová Akvitánie. Nachází se v oblasti Limousin 35 km jihovýchodně od Poitiers a 13 km severně od Limoges na řece Vincou nedaleko od jejího ústí do Gartempe. Je rodištěm spisovatele Jeana Giraudouxe. Město má přibližně 3 600 obyvatel.

### Související článek
- Seznam obcí v departementu Haute-Vienne